# Silvester Belt
Silvestras Beltė, né le 26 novembre 1997 à Kaunas et plus connu sous le nom de Silvester Belt, est un chanteur et auteur-compositeur lituanien. Il représente la Lituanie au Concours Eurovision de la chanson 2024.

## Biographie
Silvester a été diplômé en musique commerciale à l'université de Westminster à Londres.
En 2010, Il participa à la sélection nationale de la Lituanie pour représenter le pays à l'Eurovision Junior 2010.
En 2017, Silvester participe à l'émission de télé-réalité lituanienne Aš – superhitas qu'il remporte. II déménage à Vilnius, et sort son premier single, Noise,. Il travaille également dans les coulisses de l'émission télévisée 2 Barai, l'homologue lituanien du concours de téléréalité The Bar. L'année suivante, il participe à la sixième saison de X Faktorius, la version lituanienne de The X Factor, où il est éliminé dès la quatrième semaine.
Le 19 décembre 2023, il annonce sa participation à Eurovizija.LT, la sélection nationale lituanienne pour sélectionner le candidat du pays au Concours Eurovision de la chanson 2024 avec la chanson Luktelk. Au cours de celle-ci, Il se qualifie pour la finale après avoir emporté la première demi-finale,. Il remporte la compétition après avoir reçu 16,688 voix du public lors de la super finale et est donc le candidat lituanien au Concours Eurovision de la chanson 2024,.
Lors du Concours, Silvester participe à la première demi-finale du 7 mai. Il parvient à se qualifier pour la grande finale du 11 mai, au cours de laquelle il termine quatorzième sur 25 participants. 
Silvester décrit sa musique comme étant principalement pop, avec quelques influences électroniques et rave. Il cite Troye Sivan comme son inspiration.
Silvester est ouvertement bisexuel; il fait son coming-out en 2017, lors de son passage à l'émission Aš – superhitas.

## Discographie

### Single
- 2017
  - Tave Radau
  - Noise (version anglaise de Tave Radau)
- 2020
  - Enough 4 U
- 2022
  - Ar dar matai
- 2023
  - Vidury Naktu
- 2024
  - Luktelk